# Rhabdomastix sadoensis
Rhabdomastix sadoensis là một loài ruồi trong họ Limoniidae. Chúng phân bố ở miền Cổ bắc.